# La Alameda de Gardón
La Alameda de Gardón és un municipi de la província de Salamanca a la comunitat autònoma de Castella i Lleó. Limita al Nord amb Aldea del Obispo, a l'Est amb Villar de Argañán i Gallegos de Argañán, al Sud amb Fuentes de Oñoro i a l'Oest amb Almeida.

## Demografia
| 1991 | 1996 | 2001 | 2004 |
| ---- | ---- | ---- | ---- |
| 163  | 184  | 143  | 138  |